# Kummelfiskar
Kummelfiskar (Merlucciidae) är en familj i ordningen torskartade fiskar som lever i Atlanten och Stilla havet, och är vanligen förekommande i vattnen runt Tasmanien och Nya Zeeland. Familjen består av 5 släkten med 24 arter ordnade i 2 underfamiljer.
De är stora rovfiskar som lever vid kontinentalsockeln och den övre delen av kontinentalbranten, där de äter småfiskar såsom lanternfisk. Flera arter är av stort kommersiellt värde, som hokin som kan bli 130 cm lång och fiskas i subarktiska vatten i sydvästra Stilla havet.

## Släkten (och arter i urval)
Underfamilj Merlucciinae
- Lyconodes  Gilchrist, 1922.   1 art

- Lyconus  Günther, 1887.  2 arter

- hokisläktet (Macruronus)  Günther, 1873.  4 arter
  - hoki (Macruronus novaezelandiae)  (Hector, 1871)

- Merluccius  Rafinesque, 1810.  16 arter
  - högsjökummel (Merluccius albidus)  (Mitchill, 1818) 
  - panamakummel (Merluccius angustimanus)  Garman, 1899 
  - sydkummel (Merluccius australis)  (Hutton, 1872) 
  - silverkummel (Merluccius bilinearis)  (Mitchill, 1814) 
  - kapkummel (Merluccius capensis)  (Castelnau, 1861) 
  - argentinsk kummel (Merluccius hubbsi)  (Marini, 1933) 
  - kummel (Merluccius merluccius)  (Linné, 1758) 
  - stillahavskummel (Merluccius productus)  (Ayres, 1855)

Underfamilj Steindachneriinae
- lykttorsksläktet (Steindachneria)  Goode & Bean i Agassiz, 1888.  1 art
  - lykttorsk (Steindachneria argentea)  Goode & Bean, 1896